# Hiệp hội Phân bón Sinh học Việt Nam
Hiệp hội Phân bón Sinh học Việt Nam là tổ chức xã hội nghề nghiệp phi lợi nhuận của những người và doanh nghiệp, tổ chức hoạt động trong lĩnh vực phân bón sinh học tại Việt Nam. Hiệp hội dịch tên ra tiếng Anh là Vietnam Biofertilizer Association , viết tắt là VIBIFA.
Hiệp hội Phân bón Sinh học Việt Nam được thành lập theo phê duyệt của Bộ Nội vụ Việt Nam tại Quyết định số 21/2004/QĐ-BNV ngày 29 tháng 3 năm 2004. Điều lệ Hiệp hội hiện hành được Bộ Nội vụ Việt Nam phê duyệt tại Quyết định số 76/2004/QĐ-BNV ngày 3 tháng 11 năm 2004.
Văn phòng Hiệp hội đặt tại địa chỉ số 814/3 Đường Láng, Láng Thượng, quận Đống Đa, Hà Nội, Việt Nam.